# جین اسپنسن
جین اسپنسن (انگلیسی: Jane Espenson؛ زادهٔ ۱۴ ژوئیهٔ ۱۹۶۴) تهیه‌کننده تلویزیونی، television writer اهل ایالات متحده آمریکا است. وی از سال ۱۹۹۴ میلادی تاکنون مشغول فعالیت بوده‌است.